# Apače
Apače (IPA: [ˈaːpaʧɛ], németül Abstall IPA: [ˈapʃtal], régies magyar nevén Apacs) kisváros és Apače község központja Szlovénia Pomurska régiójában. Pannon-alföldi típusú település kifejezetten német architektúrával.

## A község települései
Apače, Črnci, Drobtinci, Grabe, Janhova, Lešane, Lutverci, Mahovci, Nasova, Novi Vrh, Plitvica, Podgorje, Pogled, Segovci, Spodnje Konjišče, Stogovci, Vratja vas, Vratji Vrh, Zgornje Konjišče, Žepovci, Žiberci.

## Fekvése
A település az osztrák határhoz közel, a Mura jobb partján található.

## Története
A települést először 1200-ban említik a lavanttali bencések tulajdonában. A településben levő Mária mennybemenetele templomot a 15. században építették. Az első világháborúig főleg németek éltek itt, majd a második világháború után őket kitelepítették és helyettük Szlovénia különböző tájairól jövő betelepülők érkeztek.